# Црљенци
Црљенци су насељено место у општини Брестовац, у западној Славонији, Република Хрватска.

## Историја
До нове територијалне организације налазило се у саставу бивше велике општине Славонска Пожега.

## Становништво
Насеље је према попису становништва из 2011. године имало 12 становника.
| Националност       | 1991.       |
| Срби               | 48 (96,00%) |
| Хрвати             | 1 (2,00%)   |
| Југословени        | 0           |
| остали и непознато | 1 (2,00%)   |
| Укупно             | 50          |